# خديجة محمد
خديجة محمد (ولدت 9 يونيو 1995) هي رافعة أثقال إماراتية. نافست خديجة في أولمياد صيف عام 2012 في فئة وزن ال75 كيلوجرام وجاءت في المركز التاسع. وهي أول إماراتية تشارك في رفع الأثقال في منافسات الدورات الاولمبية.

## المشوار الرياضي

الرباعة الإماراتية خديجة محمد هي أول إماراتية تشارك في منافسات رفع الأثقال في الألعاب الأولمبية. ولعبت خدبجة رفع الأثقال بعد أن مارست لعبة كرة اليد، شاركت خديجة في مناقسات دورة الألعاب الأولمبية 2012م،( وكان عمرها في ذلك الوقت 17 عامًا)، وذلك بعد عام ، أو عام ونصف من دخولها مجال رفع الاثقال ، وخرجت من المناقسات مبكرًا دون تحقيق أية نتائج إيجابية، وخديجة شاركت في هذه الدورة  بناءً على نتائجها وليس من خلال بطاقة دعوة، وقد اشار أمين سر الأتحاد الإماراتي لرفع الأثقال إلى أن مشاركة خديجة في هذه المنافسات كانت من أجل نيل شرف المشاركة فقط والاحتكاك مع بطلات من دول أخري، وليس من أجل المنافسة على الميداليات ، نظرًا لما عند خديجة من خبرات متواضعة في هذا المجال.
شاركت الرباعة الإماراتية فبل دورة الألعاب الأولمبية في لندن في بعض البطولات منها:البطولة العربية لرفع الأثقال في المغرب، والبطولة الآسيوية في كوريا الجنوبية 2012م، والأخيرة هي التي احتل فيها منتخب الإمارات لرفع الأثقال للسيدات المركز الخامس ، وحصلت من خلالها خديجة على أكبر عدد من النقاط والذي أهلها للمشاركة في منافسات لندن. وفي دورة الألعاب الأولمبية بلندن شاركت خديجة في المنافسة مع ست لاعبات من جنسيات مختلفة في نفس الوزن (75كجم)، وجاءت خديجة في الترتيب الأخير.وجاءت نتائج خديجة في البطولة كالتالي: (منافسات الخطف ) رفعت خديجة في المحاولة الأولى (47كجم)، ونجحت في المحاولة الثانية في رفع (51 كجم) ولكنها أخغفت في المحاولة الثالثة لرفع (53 كجم) ، في حين حققت أفرب المنافسات لها رفع (86 كجم). وفي (منافسات النتر) رفعت خديجة في المحاولة الأولي (53 كجم) وفي المحاولة الثانية (58 كجم) ، ورفعت في المحاولة الثالثة (62 كجم).

## روابط خارجية
- خديجة محمد على موقع أوليمبيديا (الإنجليزية)